# Све ће бити у реду
Све ће бити у реду је америчка комична серија чији је креатор аустралијски комичар Џош Томас.  Серија је почела премијерно да се приказује 16. јануара 2020. године на телевизијском каналу Freeform. Друга сезона серије је почела да се емитује 8. априла 2021, а ово је уједно била и последња сезона јер је серија након ње укинута.

## Радња
Радња серије прати Николаса (кога игра Џош Томас), геј двадесетогодишњака из Аустралије који долази у Лос Анђелес како би посетио свог оца и полусестре Џеневив и  Матилду, која се суочава са аутизмом. Услед изненадне смрти његовог оца, Николас је приморан да остане у Лос Анђелесу дуже него што је планирао. Поред тога што се он и његове полусестре суочавају са трагичним губитком, на Николасу је сада дужност да постане одговоран и да води рачуна о остатку породице.
Серија се бавим темама попут преиспитивања сексуалности, спектра аутистичних поремећаја, адолесценције, породичних односа и суочавања са губитком члана породице.

## Глумачка подела

### Главни ликови
- Џош Томас као Николас Мос, геј двадесетогодишњак из Аустралије.[2]
- Кејла Кромер као Матилда Мос, Николасова полусестра која се суочава са аутизмом и која је талентована композиторка, на почетку серије има 17 година.[5]
- Адам Фејсн као Алекс, Николасов дечко.[5]
- Мејв Прес као Џеневив, Николасова полусестра која жели да постане списатељица и на почетку серија има 14 година.[5]